# Indépendance du Brésil

L'Indépendance ou la Mort (1888). Tableau de Pedro Américo représentant la proclamation de l'indépendance du Brésil par le prince-régent Pierre le 7 septembre 1822. Sa garde d'honneur l'acclame tandis que certains soldats jettent à terre leur brassard aux couleurs du Portugal.

Vous lisez un « bon article » labellisé en 2012.
L'indépendance du Brésil est un processus qui s'étend de 1821 à 1824 et qui voit l'opposition violente du Brésil et du Portugal, ce dernier souhaitant réduire à nouveau le premier au rang de simple colonie.
En 1807, l'armée française envahit le Portugal qui refuse d'adhérer au blocus continental contre le Royaume-Uni. Incapable de résister à cette attaque, la famille royale et le gouvernement portugais fuient au Brésil, qui est alors la plus riche et la plus développée des colonies lusitaniennes. L'installation de la cour à Rio de Janeiro amène une série de transformations politiques, économiques et sociales qui aboutissent à la décision du régent Jean de Portugal de faire du pays un royaume associé à son ancienne métropole en 1815.
En 1820, une révolution libérale éclate au Portugal et la famille royale est bientôt contrainte de rentrer à Lisbonne. Avant de partir, le souverain nomme cependant son fils aîné, le prince Pierre, régent du Brésil (1821). Fidèle à son père, le prince voit sa politique compliquée par la volonté des Cortes portugaises de ramener le Brésil à son ancien statut de colonie. Les forces armées portugaises, commandées par Jorge Avilez tentent alors de faire du régent un simple fantoche mais Pierre parvient à réprimer leur soulèvement (5 juin 1821). La situation s'aggrave quand les Cortes intiment à Pierre l'ordre de rentrer au Portugal (ce à quoi le prince répond : « je reste ») et décident de dissoudre son gouvernement, incarné par José Bonifácio de Andrada e Silva. Le 7 septembre 1822, le prince lance le « cri d'Ipiranga » et proclame l'indépendance du Brésil. Quelque temps après, le prince est proclamé empereur sous le nom de Pierre Ier et le pays prend le nom d'empire du Brésil.
Commence alors une guerre d'indépendance qui voit la toute nouvelle armée brésilienne s'opposer aux troupes coloniales portugaises encore présentes dans certaines régions du pays. À ce conflit, s'ajoute le soulèvement de la Confédération de l'Équateur (dans le nordeste) qui souhaite former son propre gouvernement et que les forces de Pierre répriment dans le sang en 1824. Après trois ans de conflit armé, le Portugal reconnaît finalement l'indépendance du Brésil au traité de Rio de Janeiro de 1825. En échange, le Brésil lui verse une importante indemnité et signe un traité commercial avec le Royaume-Uni pour le dédommager de sa médiation.

## Antécédents

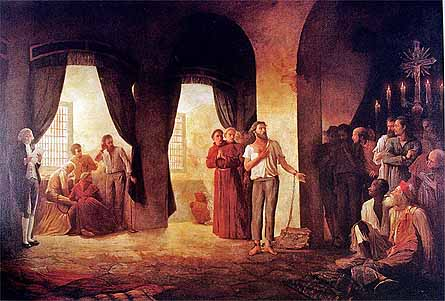
Le Jugement de l'Inconfidence. Tableau d'Eduardo de Sá, 1921.

### Premiers soulèvements contre le Portugal
Trois rébellions, d’importance inégale, secouent le Brésil colonial à la fin du XVIIIe siècle : l’« inconfidence minière » (1789), incarnée notamment par le révolutionnaire Tiradentes, la conspiration de Rio de Janeiro (pt) (1794), impulsée par le professeur de rhétorique Manuel Inácio da Silva Alvarenga, et surtout la conjuration bahianaise (1798), largement inspirée par la Révolution française. Mais, de diffusion restreinte, ces soulèvements sont tous réprimés sans peine par le pouvoir colonial, qui interdit autant que possible la diffusion des idées nouvelles dans sa colonie.
Ce sont donc finalement les événements qui touchent l'Europe et la métropole portugaise au moment des guerres de la Révolution et de l'Empire qui déclenchent la marche vers l'indépendance du Brésil.

### Invasion du Portugal et fuite des Bragance au Brésil

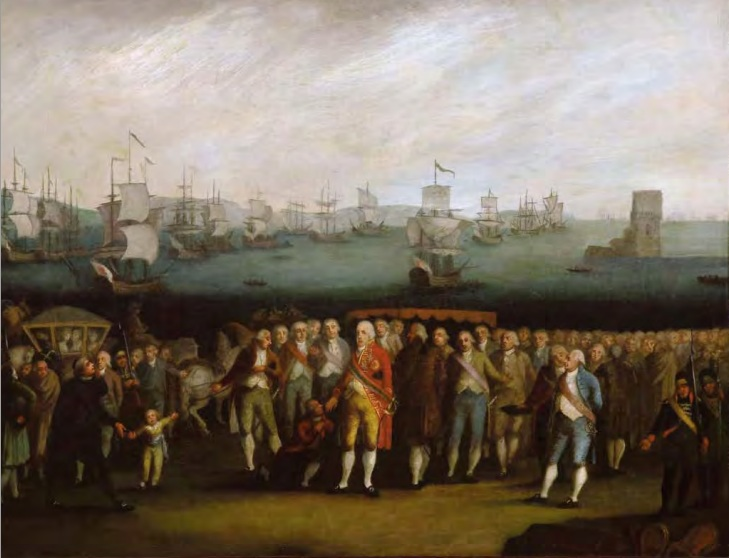
Le départ de la cour portugaise au Brésil. Tableau anonyme, début du XIXe siècle.

Le 20 novembre 1807, les troupes de Napoléon Ier envahissent le royaume de Portugal, qui refuse d'adhérer au blocus continental dirigé contre le Royaume-Uni.
Incapable de résister aux forces françaises, qui prennent rapidement la direction de Lisbonne, la famille royale, avec à sa tête la reine Marie Ire et le régent Jean, décide de fuir au Brésil, la plus riche et la plus développée des colonies lusitaniennes. Le 29 novembre, la cour embarque donc pour le Nouveau Monde et part pour un voyage de quatre mois à travers l'Atlantique,,.

### De la colonie au royaume luso-brésilien

Drapeau du royaume luso-brésilien.

Installé au Brésil, le régent Jean de Portugal émet, dès 1808, une série de décrets (alvarás) qui ouvrent les ports de la colonie au commerce international et brisent ainsi le système de l’exclusif colonial. Le prince reconstitue, par ailleurs, dans le pays, tout l’appareil d’État qui existait dans la métropole (Trésor royal, Tribunal supérieur de Justice, Cour d’appel, Intendance générale de Police). Il innove même en ajoutant au système une Banque du Brésil.
Quelques années plus tard, en 1815, le prince Jean va encore plus loin en élevant la colonie brésilienne au rang de royaume confédéré au Portugal au sein du Royaume uni de Portugal, du Brésil et des Algarves. Cet événement n’empêche pourtant pas des soulèvements sporadiques de subvenir dans le pays, comme la Révolution du Pernambouc, matée dans le sang après soixante-quatre jours d'indépendance auto-proclamée, en 1817.

## Marche vers l'indépendance

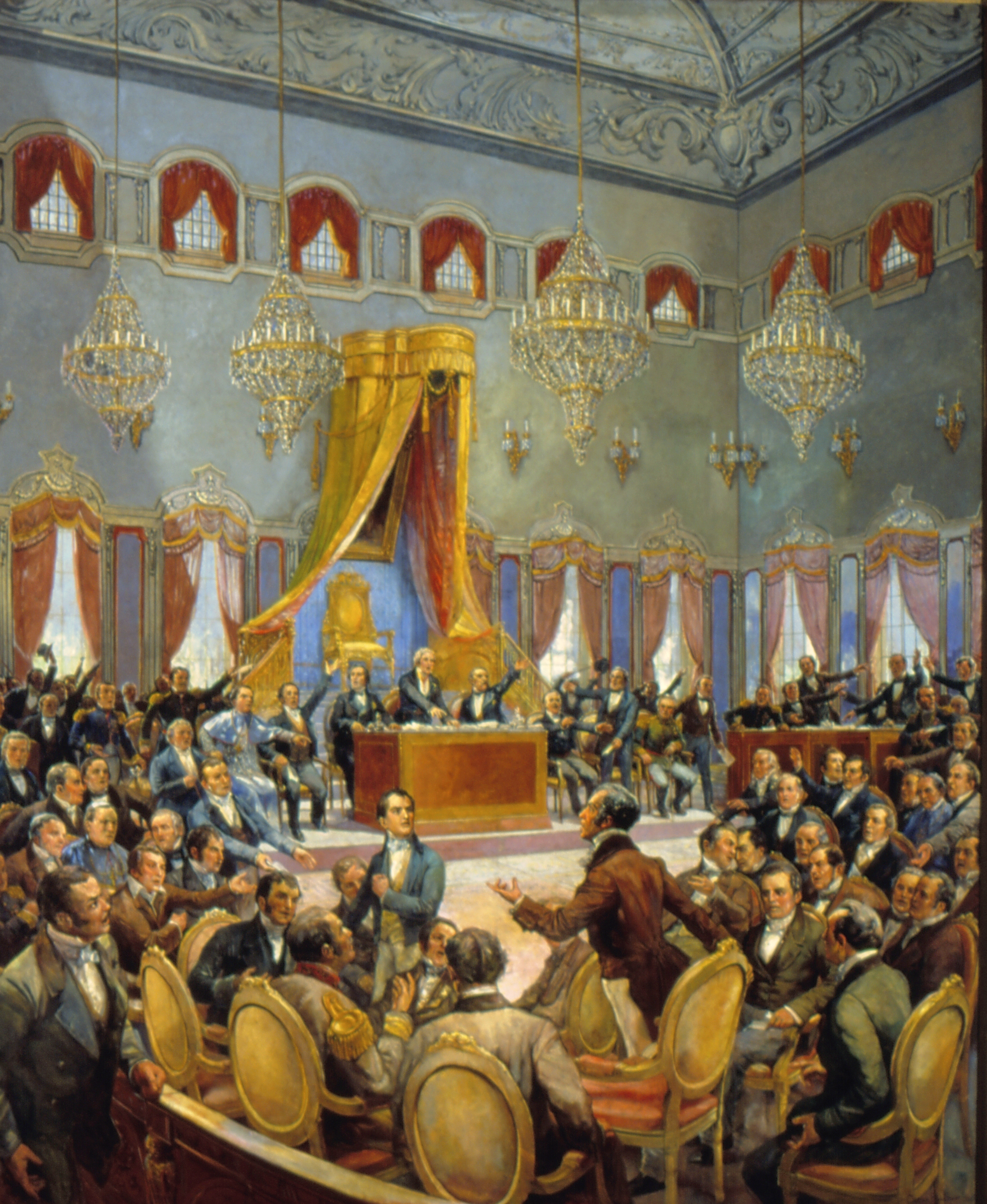
Les Cortes portugaises de 1820. Œuvre d'Oscar Pereira da Silva, années 1920.

### Révolution libérale portugaise et départ de Jean VI
En 1811, les troupes françaises sont définitivement chassées du Portugal mais le pays est loin de retrouver son indépendance pleine et entière. Réduit au rang de simple province du royaume luso-brésilien et soumis à une sorte de protectorat britannique, le Portugal connaît une grave crise politique, économique et sociale, aggravée par le refus des Bragance de rentrer à Lisbonne. Dans ce contexte difficile, une révolution libérale éclate à Porto le 24 août 1820 et se propage rapidement à tout le pays.
Le mouvement aboutit à la convocation de Cortes extraordinaires chargées de doter le Portugal de sa première constitution,. Essentiellement composée de libéraux, l'Assemblée exige alors le retour de Jean VI et de la famille royale à Lisbonne,.
Tandis que le mouvement libéral se propage au Brésil, avec l'éclatement d'émeutes au Pará (1er janvier 1821), à Bahia (10 février 1821) et même à Rio de Janeiro (26 février 1821), le souverain se résout à annoncer son retour au Portugal (7 mars 1821). Il quitte finalement Rio le 26 avril 1821, non sans avoir nommé son fils aîné et héritier régent du Brésil,.

### Régence de Pierre et opposition des Cortes

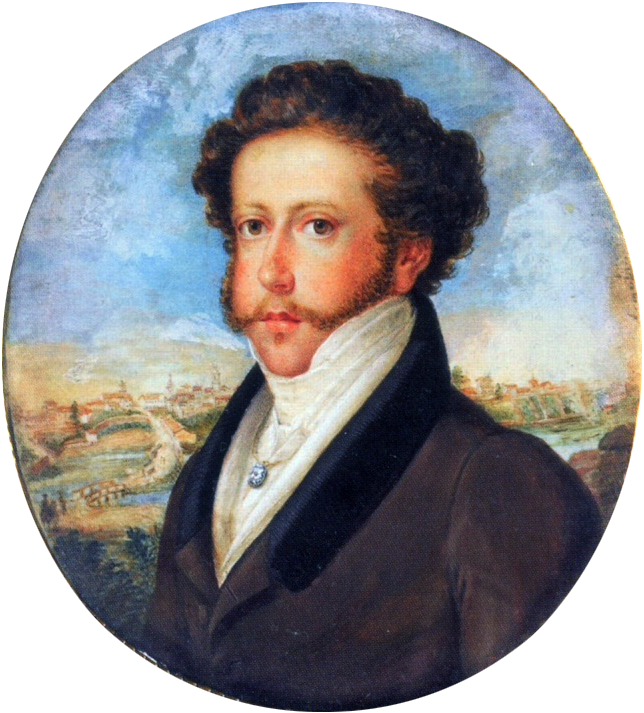
Le prince Pierre à l'âge de 23 ans, en août 1822. Tableau de Simplício Rodrigues de Sá, 1822.

Devenu régent, le prince Pierre et son gouvernement doivent affronter l’opposition des forces portugaises basées à Rio de Janeiro, qui ont pris fait et cause pour le mouvement révolutionnaire  lusitanien. Le 5 juin 1821, les troupes du général Jorge Avilez se soulèvent ainsi  pour contraindre Pierre à limoger ses ministres de l’Intérieur et des Finances, tous deux fidèles soutiens de la politique du prince. Humilié par ce coup de force, le régent fait alors la promesse de ne plus jamais céder aux pressions de l’armée.
Peu de temps après, le 30 septembre 1821, les Cortes portugaises votent un décret subordonnant les gouvernements provinciaux du Brésil à leur autorité. Les Cortes réduisent en outre considérablement le pouvoir du prince-régent en cantonnant ses prérogatives à la seule province de Rio de Janeiro,. D’autres décrets votés, par la suite, par l’Assemblée portugaise proclament la dissolution des cours de justice créées par Jean VI en 1808 et exigent le retour de Pierre à Lisbonne,.
Au Brésil, ces mesures provoquent le mécontentement croissant de la population, qui redoute de retomber sous le joug colonial. Deux factions, radicalement opposées mais toutes deux désireuses de mettre un terme à la domination portugaise, se forment alors dans le pays : celle des libéraux, conduits par Joaquim Gonçalves Ledo et soutenus notamment par la franc-maçonnerie, et celle des « Bonifaciens », dirigés par José Bonifácio de Andrada.

### Révolte d'Avilez

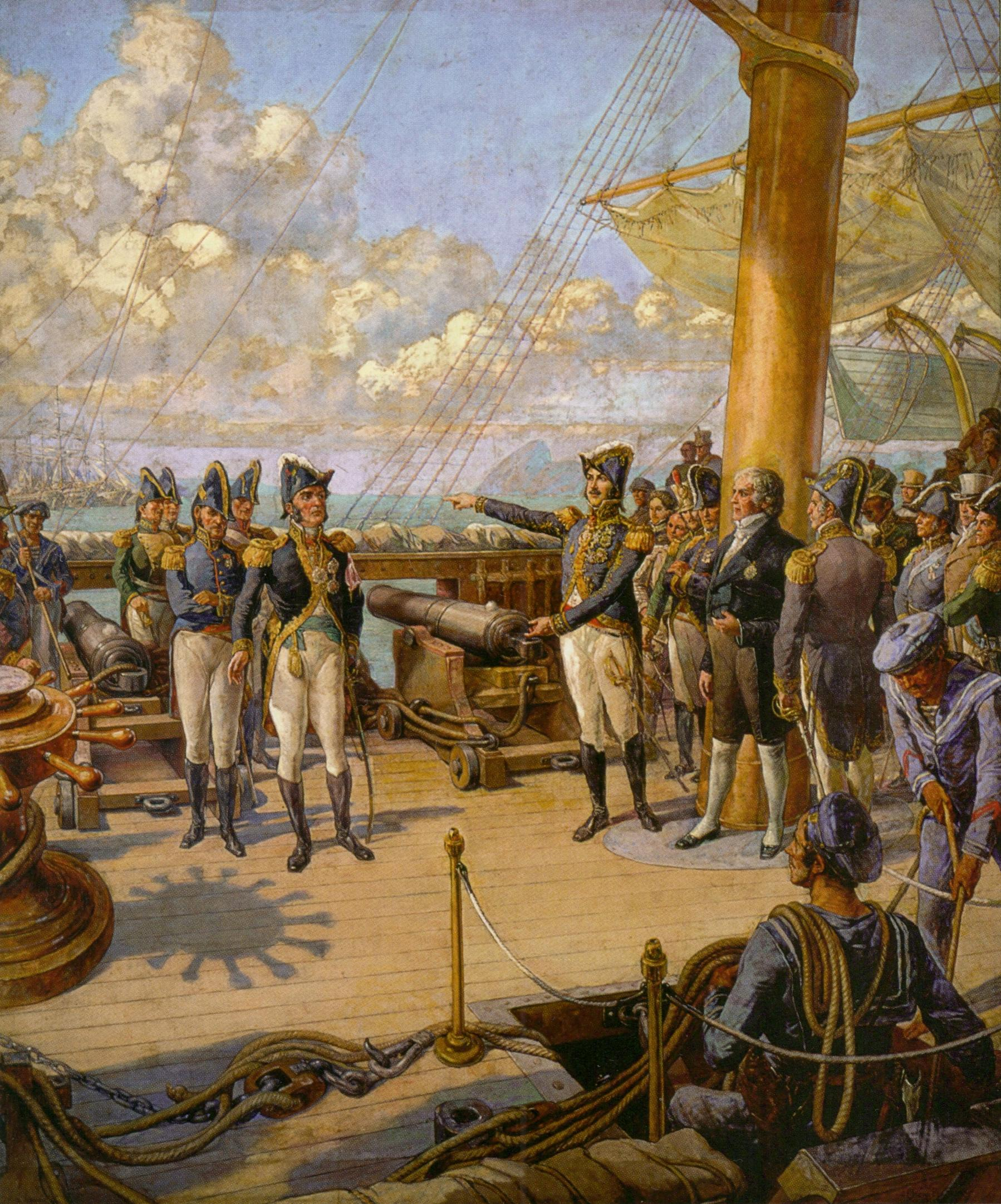
Le prince Pierre (à droite) ordonnant au général Jorge Avilez (à gauche) de retourner au Portugal après l'échec de sa rébellion. José Bonifácio de Andrada se tient aux côtés du régent. Œuvre d'Oscar Pereira da Silva, années 1920.

À Lisbonne, les députés des Cortes se moquent ouvertement du prince Pierre et lui manquent publiquement de respect à plusieurs reprises, si bien que celui-ci finit par se rapprocher des nationalistes brésiliens. Son épouse, l'archiduchesse Marie-Léopoldine d'Autriche, soutient elle aussi le camp du Brésil et encourage le régent à rester vivre dans le pays. Or, le 9 janvier 1822, les libéraux et les Bonifaciens présentent au prince une pétition lui demandant de ne pas retourner à Lisbonne. Au grand déplaisir des Portugais, Pierre répond alors : « Puisque c'est pour le bien de tous et pour le bonheur général de la nation, je suis prêt : dites au peuple que je reste ».
Après cet événement, environ 2 000 soldats portugais, conduits par le général Jorge Avilez, se soulèvent pour punir le prince d’avoir défié les Cortes. Ils se concentrent alors sur le mont Castelo, mais sont bientôt entourés par 10 000 Brésiliens armés, venus prêter main-forte à leur souverain. Contraints à la reddition, les Portugais sont faits prisonniers avant d’être renvoyés du Brésil par le régent. Pierre ordonne en effet à Avilez de conduire ses hommes de l’autre côté de la baie de  Niterói,  d’où un transport portugais les ramène en métropole.
Le 18 janvier 1822, Pierre nomme José Bonifácio de Andrada aux ministères de l’Intérieur et des Affaires étrangères  et les deux hommes ne tardent pas à nouer une relation quasi filiale. Joaquim Gonçalves Ledo et les libéraux tentent cependant d’affaiblir la relation du prince et de son ministre. De fait, contre l’avis d’Andrada, qui craint de voir le Brésil plonger dans la même anarchie que la France au début de la Révolution, les libéraux obtiennent de Pierre qu’il convoque une assemblée constituante le 3 juin 1822,. Il est vrai qu'ils avaient pris soin préalablement de s'attirer ses bonnes grâces en lui conférant le titre de « Défenseur perpétuel du Brésil »,

## Lutte pour l'indépendance

### Cri d'Ipiranga

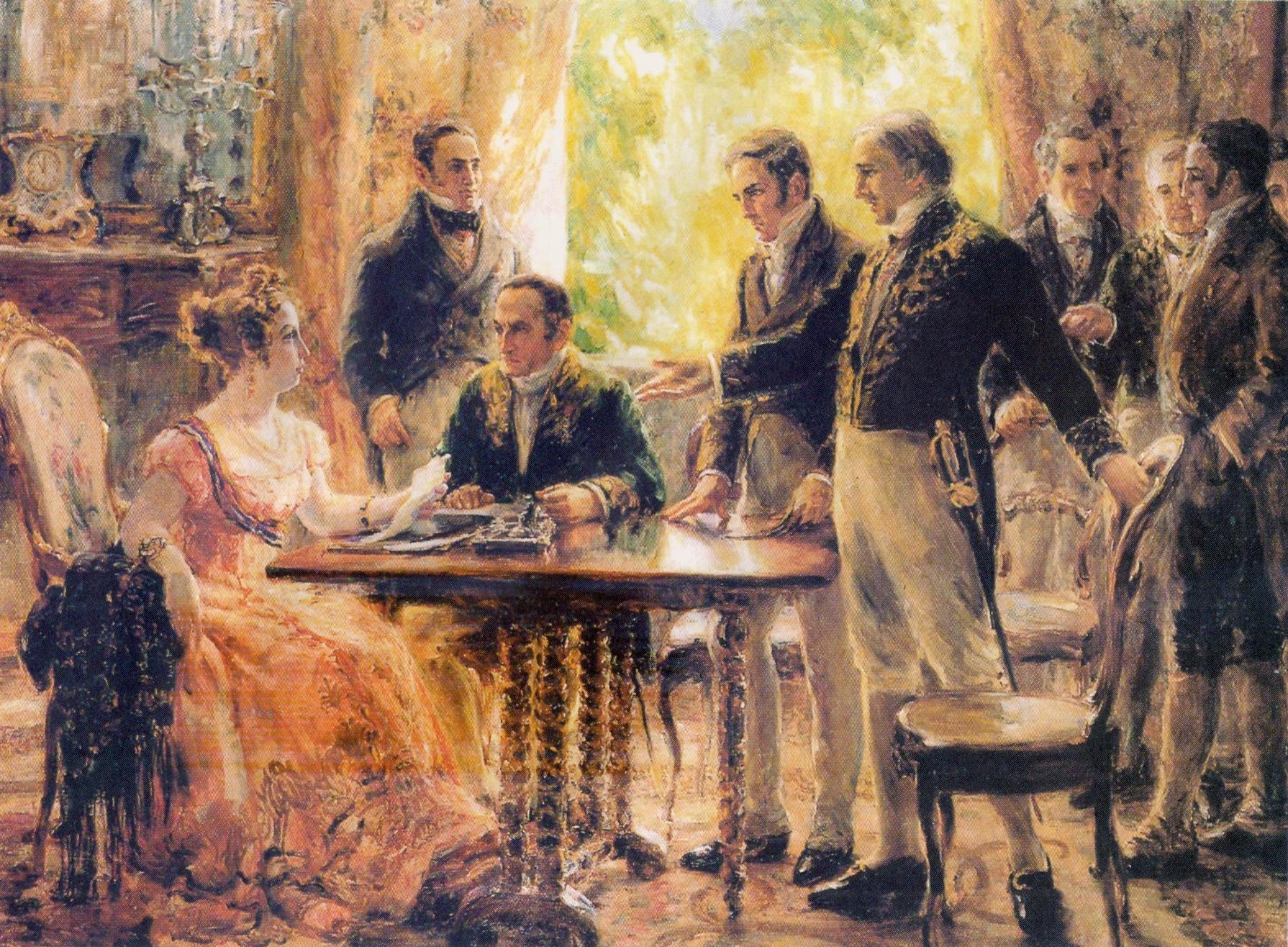
La régente Marie-Léopoldine présidant la session du Conseil d'État le 2 septembre 1822.
Session du Conseil d'État, Œuvre de Georgina de Albuquerque, 1922.

Le 25 août 1822, Pierre gagne la ville de São Paulo, où il reste jusqu’au 5 septembre, afin de s’assurer la loyauté de ses habitants. Sur la route du retour à Rio de Janeiro, il reçoit, le 7 septembre, une lettre de son épouse Marie-Léopoldine d'Autriche et une autre de José Bonifácio de Andrada qui l’avertissent que les Cortes viennent d’annuler tous les actes signés par son cabinet et de lui retirer les derniers pouvoirs qu’elles lui reconnaissaient encore.
Pierre se tourne alors vers ses compagnons et déclare : « Mes amis, les Cortes portugaises veulent nous rendre en esclavage et nous poursuivre. À partir de ce jour, nos relations sont rompues. Plus aucun lien ne nous unit désormais ». Après avoir jeté son brassard aux couleurs du Portugal, il ajoute : « Retirez vos brassards, soldats. Saluez l’indépendance, la liberté et la sécession du Brésil ! ». Il dégaine ensuite son épée et affirme : « Par mon sang, par mon honneur et par Dieu, je jure de donner sa liberté au Brésil » et crie : « L’indépendance ou la mort ! ».

### Proclamation de l'empire du Brésil
Revenus à São Paulo dans la nuit du 7 septembre, Pierre et ses compagnons y propagent la nouvelle de l’indépendance. Le prince est alors ovationné par la population et proclamé « roi » ou « empereur du Brésil »,. Pierre revient finalement à Rio de Janeiro le 14 septembre et, les jours suivants, les libéraux diffusent des tracts (écrits par Joaquim Gonçalves Ledo) suggérant que le régent devrait être acclamé empereur constitutionnel. Le 17 septembre, le Président de la Chambre municipale de Rio de Janeiro, José Clemente Pereira, envoie aux autres Chambres du pays la nouvelle que l’Acclamation officielle serait faite lors de l’anniversaire de Pierre le 12 octobre. Le jour suivant, le nouveau drapeau et les armes du royaume indépendant du Brésil sont créés,.

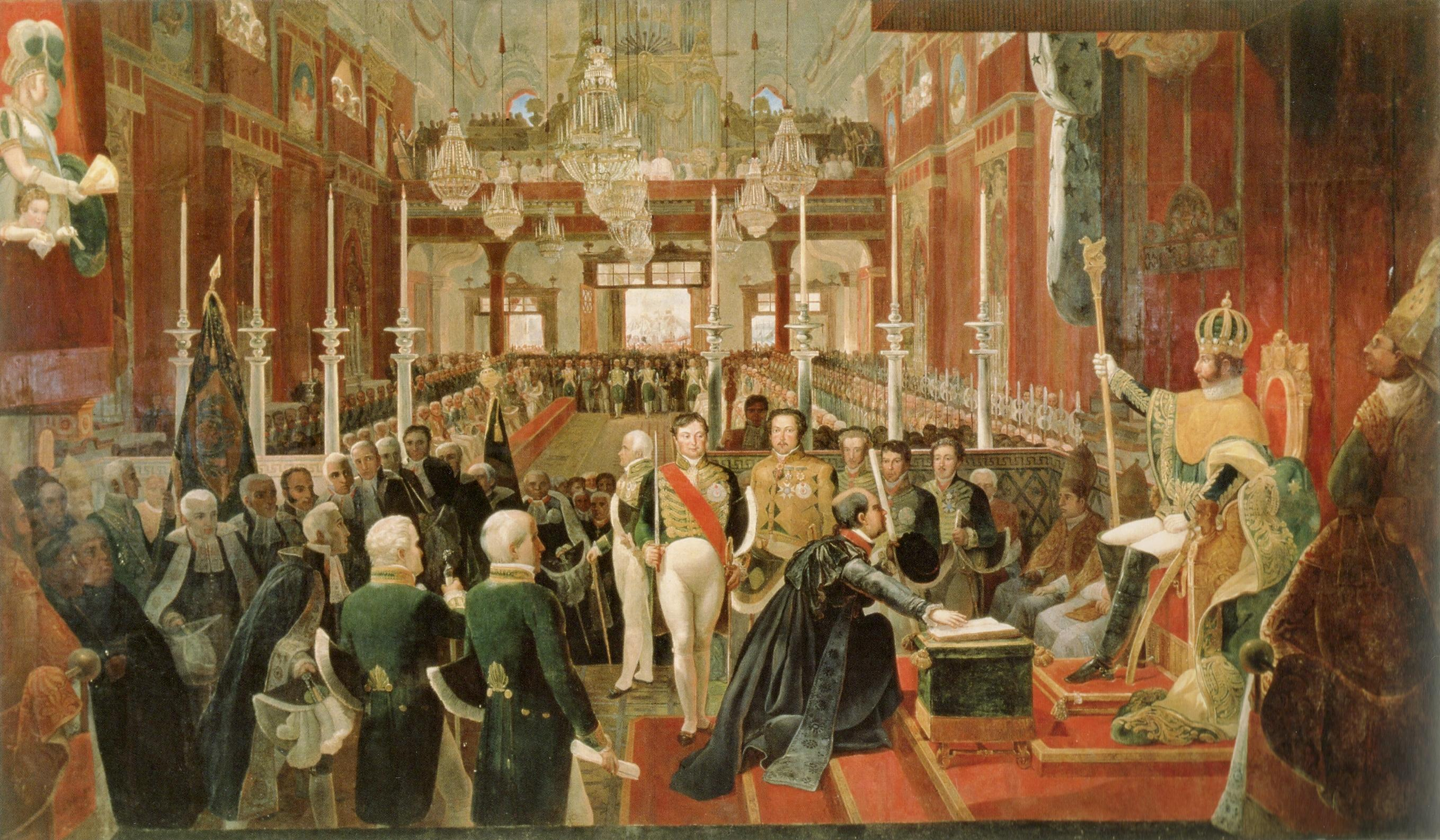
Le couronnement de l’empereur Pierre Ier le 1 décembre 1822. Tableau de Jean-Baptiste Debret, 1822.

Malgré tout, la sécession du Brésil n’est officialisée que le 22 septembre 1822, lorsque Pierre l’annonce par courrier à son père, le roi Jean VI de Portugal. Mais, même dans cette lettre, le prince continue à se désigner sous les termes de « prince régent » et à qualifier le monarque de « roi du Brésil », preuve que l’indépendance ne se fait pas contre Jean VI mais contre le Portugal,. Il faut attendre le 12 octobre 1822 pour que Pierre soit finalement proclamé « empereur constitutionnel et défenseur perpétuel du Brésil » sur le champ de Santana (connu, depuis lors, sous le nom de champ de l’Acclamation). Fidèle à son père, le nouveau chef de l’empire du Brésil fait toutefois savoir que si Jean VI décidait de rentrer au Brésil, il lui abandonnerait automatiquement la couronne.
La décision de proclamer Pierre « empereur » plutôt que « roi du Brésil » peut s’expliquer de différentes manières.  Elle permet d’abord au nouveau souverain de ne pas usurper le titre de son père (officiellement roi du Brésil depuis 1816). Elle brise par ailleurs symboliquement la tradition dynastique portugaise et, peut-être aussi, l’aura absolutiste qui l’accompagne. Surtout, elle est liée à l’idée, en vogue au XIXe siècle, que le titre impérial est issu de l’acclamation populaire, comme c’était le cas dans la Rome antique ou même dans la France du Premier Empire,. Le 1er décembre 1822 (date anniversaire de l’acclamation de Jean IV de Portugal, premier souverain de la dynastie des Bragance), Pierre Ier est couronné et sacré.

### Guerre d'indépendance

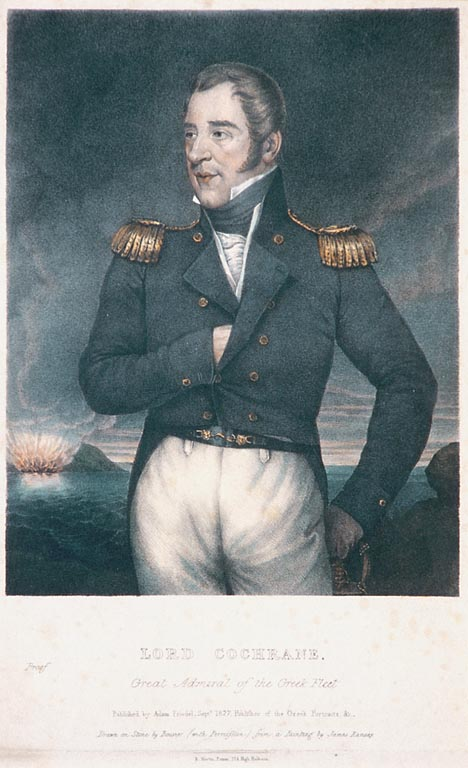
L'amiral Thomas Cochrane. Lithographie d'Adam Friedel, 1827.

Dans un premier temps, l’élévation de Pierre au rang d'empereur n'est pas reconnue par tous les territoires composant l'ancienne colonie brésilienne et certaines régions du pays restent occupées par des unités portugaises jusqu'au début de l'année 1824. Le nouveau régime doit donc soumettre par les armes plusieurs provinces du nord, du nord-est et du sud pour asseoir son pouvoir,.
Pour ce faire, le gouvernement confisque des navires de guerre portugais se trouvant dans ses eaux et recrute nombre de mercenaires français, américains et britanniques, parmi lesquels l’amiral Thomas Cochrane, qui s’est déjà illustré au Chili et au Pérou,. L’un des principaux objectifs du gouvernement de Pierre est la ville de Salvador. D’abord assiégée par la terre pendant plus d'un an, elle subit un blocus maritime qui affame la population. Après une attaque manquée dans la nuit du 12 juin 1823, les habitants finissent par demander le départ des troupes portugaises et la ville est finalement réunie à l’empire du Brésil,.
Après cet important succès, la flotte de Cochrane entre, le 26 juillet, dans le port de São Luís de Maranhão. Grâce à un subterfuge, l'ancien officier britannique obtient la reddition des troupes portugaises, qui évacuent la ville sans coup férir deux jours plus tard. Le 11 août, un navire envoyé à Belém par Cochrane demande et obtient, comme à São Luís, la reddition des troupes portugaises. Le Pará est ainsi, lui aussi, rattaché au Brésil sans effusion de sang,.

### Confédération de l'Équateur

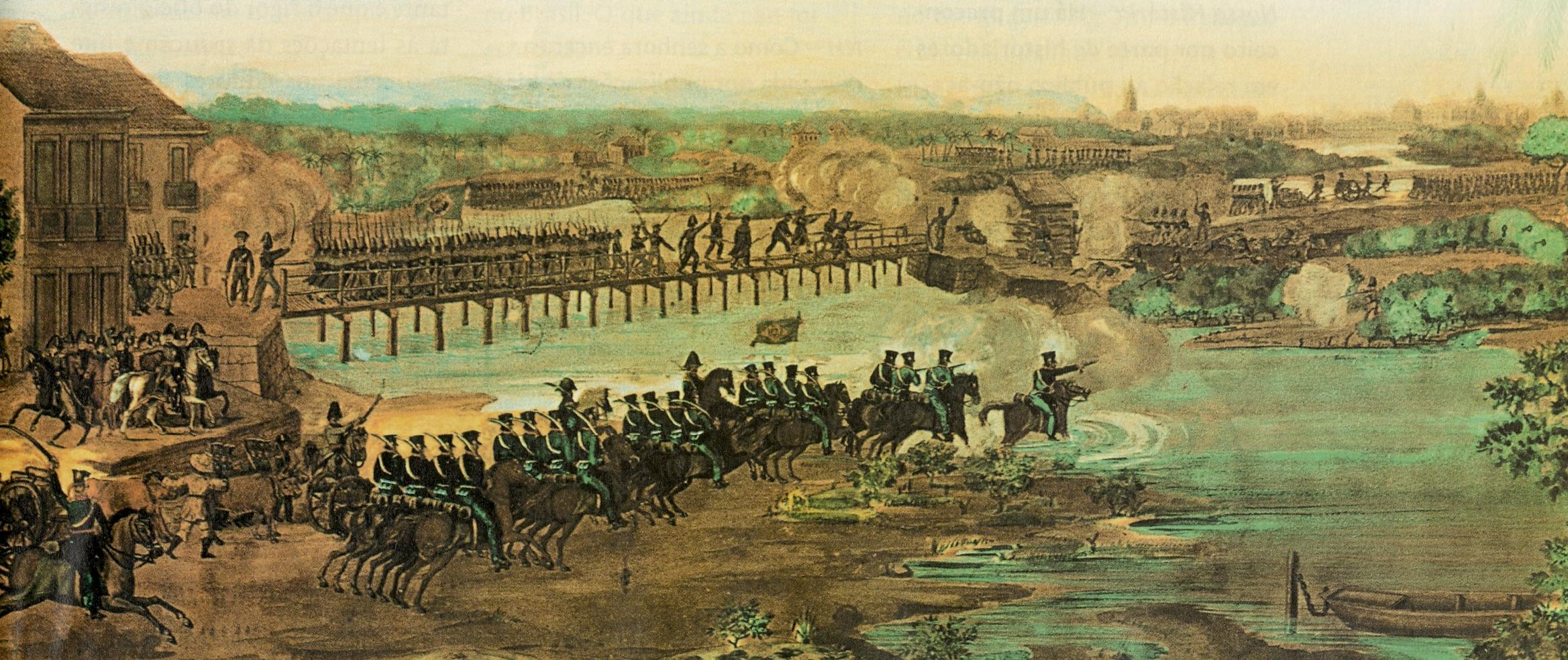
L'armée brésilienne combattant les troupes de la Confédération de l'Équateur à Recife, en 1824. Tableau anonyme, vers 1820.

Conséquence du haut degré de centralisation mis en place par la constitution adoptée par le Brésil en 1824, un mouvement sécessionniste se développe dans les provinces de Ceará, de Paraíba et surtout de Pernambouc : c'est la Confédération de l'Équateur,.
Face au soulèvement de ces provinces, Pierre Ier cherche d'abord à éviter le bain de sang en tentant d'apaiser les rebelles,. Mais, devant l'échec de ses démarches, il s'exclame : « Que méritent les insultes du Pernambouc ? Assûrément un châtiment, mais un châtiment suffisamment grand pour servir d'exemple pour le futur ». La rébellion, qui n'est d'ailleurs jamais parvenue à s'imposer à l'ensemble des régions officiellement soulevées, est donc totalement écrasée à la fin de l'année 1824,. Seize rebelles sont alors jugés et exécutés, mais tous les autres sont toutefois graciés par l'empereur.

## Indépendance formelle

### Traité de Rio de Janeiro

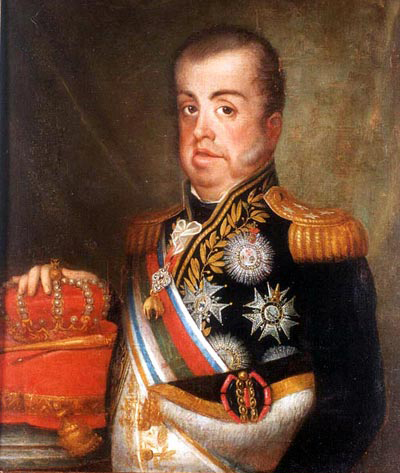
Le roi Jean VI de Portugal. Tableau de Jean-Baptiste Debret, 1816.

La guerre contre le Portugal terminée, de longues négociations sont menées avec Lisbonne afin d'obtenir une reconnaissance officielle de l'indépendance de la part de l'ancienne métropole. Après des mois de pourparlers, un traité est finalement conclu en ce sens à Rio de Janeiro le 29 août 1825,,.
Victoire diplomatique, le document a toutefois des conséquences très lourdes pour le Brésil, qui doit supporter seul le poids de l'indépendance et du conflit. Le gouvernement de Pierre Ier s'engage en effet à payer une forte indemnité à son ancienne métropole et à dédommager tous les citoyens portugais qui ont perdu des biens durant la guerre d'indépendance. Plus humiliantes sont les clauses du traité qui autorisent le roi Jean VI de Portugal à arborer le titre d'empereur du Brésil,, et qui présentent l'indépendance du pays comme une décision du monarque portugais plutôt que comme la conséquence d'un conflit de trois ans,.

### Traité commercial avec le Royaume-Uni
Une fois l'indépendance obtenue, l'empire du Brésil doit également récompenser le Royaume-Uni pour son rôle de médiateur durant les négociations diplomatiques qui se sont tenues avec le Portugal. Un traité commercial extrêmement favorable à la Grande-Bretagne est donc signé ainsi qu'une convention par laquelle Rio de Janeiro s'engage à abolir la traite négrière dans les quatre ans. Il s'agit là de deux accords très durs pour les intérêts économiques brésiliens,.

### Personnalités notables de l'indépendance
- Pierre Ier du Brésil (1798-1834), régent (1821-1822) puis empereur du Brésil (1822-1831). Premier souverain de l'empire du Brésil, il est à l'origine de la déclaration d'indépendance ;
- Marie-Léopoldine d'Autriche (1797-1826), impératrice du Brésil (1822-1826). Régente en l'absence de son époux, c'est elle qui l'avertit de la décision des Cortes portugaises de mettre un terme à l'autonomie dont jouit le pays depuis 1815 ;
- José Bonifácio de Andrada e Silva (1763-1838), chef du cabinet de Pierre (1822-1823). Leader des « Bonifaciens », il pousse le prince à proclamer l'indépendance mais finit par rompre avec lui, et doit partir en exil ;
- Thomas Cochrane (1775-1860), comte de Dundonald et marquis de Maranhão. Mercenaire d'origine britannique, il est nommé premier amiral de la flotte brésilienne (1823) et participe à la fois à la lutte contre les troupes coloniales portugaises et contre les forces centrifuges qui veulent faire sécession dans le Nordeste (1823-1825).

### Représentations dans la culture

#### Dans la peinture
Le cri d'Ipiranga a été une source d'inspiration pour plusieurs peintres brésiliens, comme le prouvent les œuvres :
- La Proclamation de l'indépendance de François-René Moreaux, 1844 ;
- L'Indépendance ou la mort ! de Pedro Américo, 1888.

#### Au cinéma
L'époque de l'indépendance a également été servi de cadre à plusieurs films brésiliens, comme :
- O Grito do Ipiranga de Giorgio Lambertini, 1917 ;
- Independência ou Morte de Carlos Coimbra, 1972.

#### En musique
- L'Hymne de l'indépendance, composé par Pierre Ier en 1822, est longtemps resté l'hymne national du Brésil. Il est toujours joué dans certaines occasions officielles aujourd'hui.

#### Monument
- Le monument de l'Ipiranga est un mémorial de l'indépendance situé à São Paulo. Il rappelle l'action entreprise par Pierre Ier dans les années 1820.